# Polyptychodon
Polyptychodon là một chi thằn lằn cổ rắn, được Owen mô tả khoa học năm 1841.